# ジョアンナ・ガルシア
ジョアンナ・ガルシア（Joanna García、1979年8月10日 - ）は、アメリカ合衆国の女優。

## 出演作品
- フィストファイト Fist Fight (2017年) - マギー・キャンベル
- 救命医ハンク３　セレブ診療ファイル（ニーナ・グリーン）
- ママと恋に落ちるまで シーズン5
- ゴシップガール シーズン3（ブリー・バックリー）
- 恋するマンハッタン シーズン3
- ボストン・パブリック シーズン1
- アー・ユー・アフレイド・オブ・ザ・ダーク?（サマンサ）
- スイート・マグノリアス Sweet Magnolias (2020年) - マディ・タウンゼント、メインキャスト